# Rosalind Baffoe
Rosalind Baffoe (* 5. Dezember 1960 in London) ist eine britische Theater- und Filmschauspielerin.

## Leben
Rosalind Baffoe ist die ältere Schwester der Schauspielerin Liz Baffoe und des Fußballers Anthony Baffoe. Sie nahm von 1998 bis 2000 privaten Schauspielunterricht. Eine durchgehende Fernsehrolle hatte sie als Sekretärin Ann Pattison in fünf Edgar-Wallace-Filmen, die 1997/1998 produziert, aber erst im Jahr 2002 ausgestrahlt wurden. Danach war sie überwiegend am Theater engagiert. Ab 2004 spielte sie an der Volksbühne Berlin und von 2009 bis 2013 am Schauspiel Leipzig.

## Filmografie (Auswahl)
- 2002: Edgar Wallace: Das Schloss des Grauens
- 2002: Edgar Wallace: Die unheimlichen Briefe
- 2002: Edgar Wallace: Die vier Gerechten
- 2002: Edgar Wallace: Das Haus der toten Augen
- 2002: Edgar Wallace: Whiteface
- 2003: Das Geheimnis der Frösche (La prophétie des grenouilles, Animationsfilm, Stimme)
- 2003: Hamlet X Vol. 5
- 2006: Neger, Neger, Schornsteinfeger!
- 2007: Löwenzahn (Fernsehsendung, 2 Folgen)
- 2009: Das Echo der Schuld
- 2012: Slave